# De holle bolle boom (televisieserie)
De holle bolle boom was een kinderprogramma van de AVRO dat tussen november 1975 en juni 1978 in 33 afleveringen werd uitgezonden op de Nederlandse televisie. Het werd opgenomen rond kasteel Sterkenburg bij Driebergen.
De bekendste acteur uit de serie is zanger Peter Blanker, die in het programma regelmatig liedjes zong, merendeels door Tonny Eyk gecomponeerd. Een selectie hiervan is uitgebracht op elpee.

## Verhaal
Het verhaal speelt in de 19e eeuw, en is min of meer een sprookje dat zich afspeelt in hotel de Holle Bolle Boom. In iedere uitzending was er een gast, en vaak was dit iemand die elders bij de AVRO aan een programma werkte.

## Vaak terugkomende acteurs
- Peter - Peter Blanker
- Loes - Leontien Ceulemans
- Manus - Hans Otjes
- Bas - Arnold Gelderman
- Viola - Maria Lindes
- Roeboe - Adriaan Adriaanse
- Fruns - Robert Smit
- Neef - Willem Wagter
- Timmerman - Piet Ekel